# Burumonark
Burumonark (Symposiachrus loricatus) är en fågel i familjen monarker inom ordningen tättingar.

## Utseende och läte
Burumonarken är en svartvit flugsnapparlik fågel. Den har svart huva, en tydlig vit teckning undert ögat, helsvart ovansida samt vitt på nedre delen av bröstet, buken och på yttre stjärtpennorna. Ungfågeln har brun ovansida, roströda yttre stjärtpennor och ljus undersida. Fågeln avger en upprepad sorgsam vissling som faller på slutet och raspiga toner.

## Utbredning och systematik
Fågeln förekommer enbart i låglänta områden på ön Buru i södra Moluckerna. Den behandlas som monotypisk, det vill säga att den inte delas in i några underarter. Den placerades liksom många andra monarkarter i släktet Monarcha, men genetiska studier visar att den endast är avlägset släkt och bryts nu tillsammans med ett stort antal andra arter ut till släktet Symposiachrus.

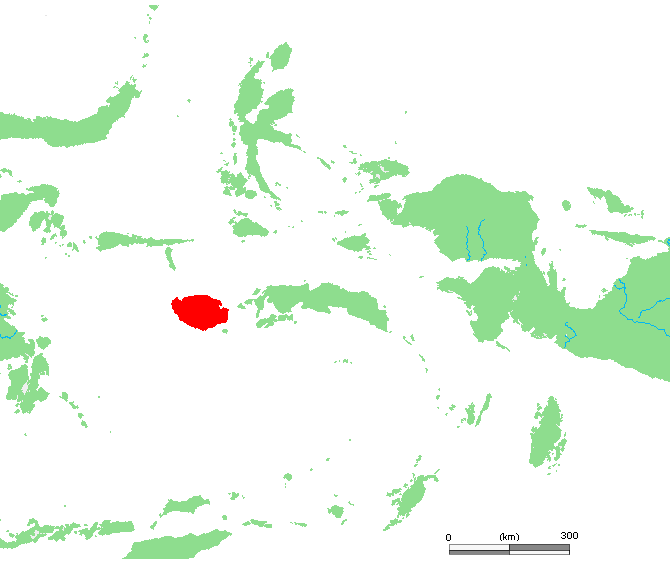
Fågeln förekommer endast på ön Buru i Moluckerna.

## Levnadssätt
Burumonarken är en mycket vanlig fågel i låglänta områden, mer fåtalig upp i förberg. Den bebor undervegetation i skog, där den förekommer enstaka eller i par, ofta som en del av kringvandrande artblandade flockar.

## Status
Burumonarken har ett begränsat utbredningsområde, men beståndet anses vara stabilt. IUCN kategoriserar arten som livskraftig.